# Jabal Arkanū
Jabal Arkanū är ett berg i Libyen. Det ligger i den sydöstra delen av landet, 1 600 km sydost om huvudstaden Tripoli. Toppen på Jabal Arkanū är 1 435 meter över havet.
Terrängen runt Jabal Arkanū är huvudsakligen kuperad. Jabal Arkanū är den högsta punkten i trakten. Trakten runt Jabal Arkanū är nära nog obefolkad, med mindre än två invånare per kvadratkilometer. Det finns inga samhällen i närheten. Trakten runt Jabal Arkanū är ofruktbar med lite eller ingen växtlighet.